# Веселкова-Кильштет, Мария Григорьевна
Мари́я Григо́рьевна Веселко́ва-Кильште́т (1861—1931) — русская писательница, поэтесса. 

## Биография
Дочь Г. Д. Веселкова, директора Ссудной казны. Веселкова-Кильштет обучалась в Николаевском сиротском институте (1869―1880). В 1884 году вышла замуж за чиновника Егора Егоровича Кильштета (внук А. А. Авенариуса).
Первая публикация ― стихотворение «В Красном кресте» (1900) опубликованное в журнале «Новое время». Сотрудничество Веселкова-Кильштет в журнале «Новое время», где она печатала в основном стихотворения (подпись М. К.) , продолжалось в течение ряда лет. Одновременно пишет несколько пьес (одноактная комедия из помещичьей жизни «Осень», историческая драма из эпохи Киевской Руси «Девья гора, нли Полонянка») . К 1904 году относится драма «Ундина» (по повести Ф. де ла Мотт-Фуке) ― либретто для оперы юного С. С. Прокофьева, который «дважды принимался писать её …, но бросил». Член редакции и сотрудудница журнала «Народное дело» (1910―1912). Активный сотрудник журнала «Исторический вестник» (1911―1914). В конце 1900-х ― начале 1910-х гг. секретарь кружка «Вечера К. К. Случевского».
Главные произведения Веселковой-Кильштет ― роман «Колычевская вотчина» (1911) и его продолжение ― роман «На родной почве» (1914) . История семейных отношений и постепенного распада мелкопоместного дворянского рода прослеживается на судьбах трёх поколений на фоне крупных исторических событий. Многочисленные стихотворные эпиграфы к отдельным главам обоих романов наряду с другими стихами были опубликованы в сборниках «Песни забытой усадьбы» (1911). В годы 1-й мировой войны Веселкова-Кильштет писала патриотические стихи, сотрудничала в журнале «Лукоморье». После 1917 года в печати не выступала, занимаясь в основном преподаванием английского языка.